# Киносура (мифология)
Киносура (др.-греч. Κυνοσούρα «собачий хвост») — в древнегреческой мифологии была нимфой (ореадой) горы Ида на острове Крит. Киносура была кормилицей Зевса, когда он скрывался от своего отца — Кроноса. В благодарность Зевс поместил Киносуру на небо в числе звёзд созвездия Малой Медведицы. Киносурой называлась самая крайняя звезда в хвосте, то есть Полярная звезда (α UMi — Альфа Малой Медведицы).